# Lokalbahn Kolin–Čerčan–Kácow

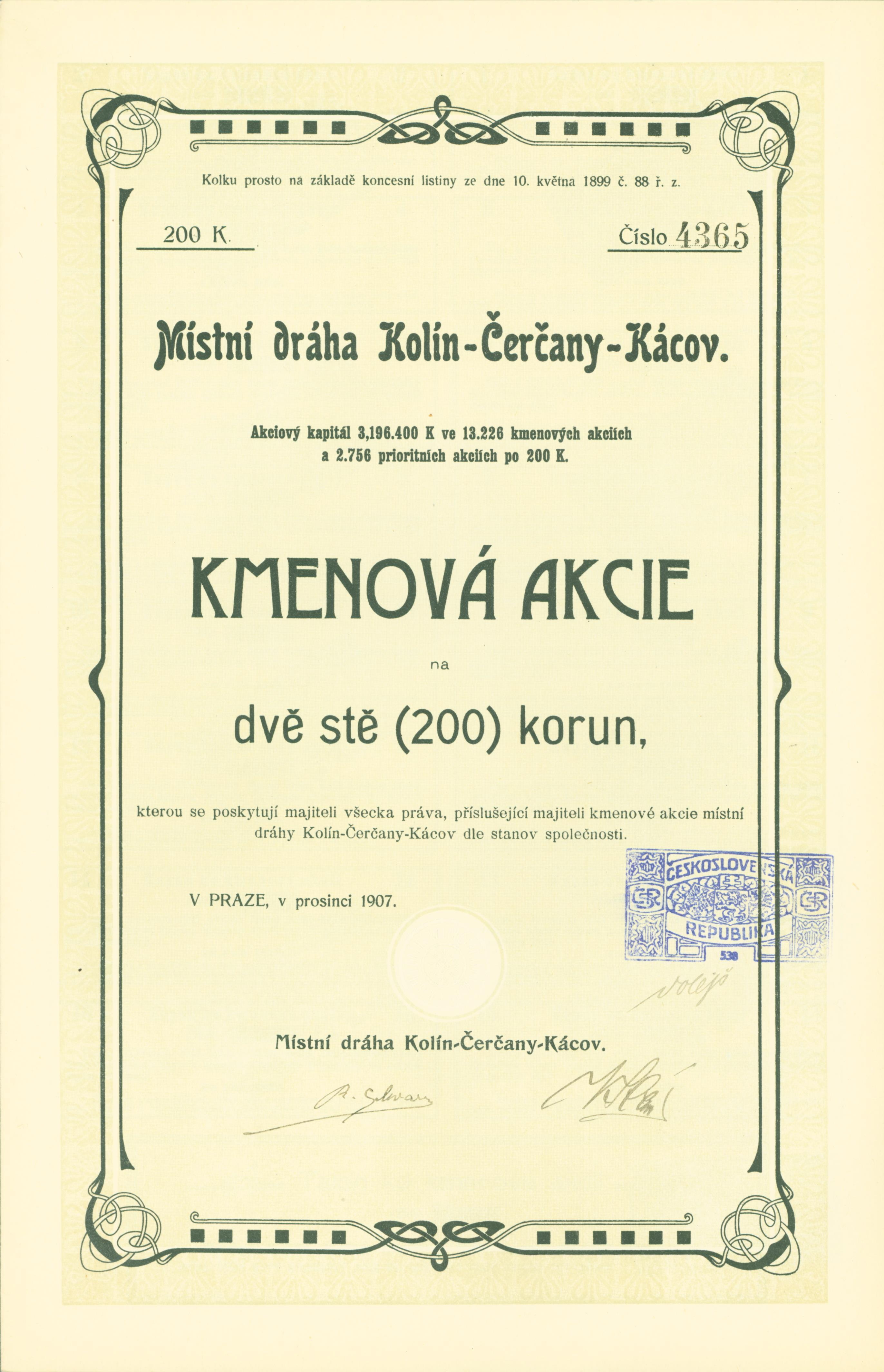
Aktie über 200 Kronen der Lokalbahn Kolin–Čerčan–Kácow vom Dezember 1907

Die Lokalbahn Kolin–Čerčan–Kácow (tschech.: Místní dráha Kolín–Čerčany–Kácov) war eine staatlich garantierte Lokalbahn-Aktiengesellschaft im heutigen Tschechien. Die Strecken der Gesellschaft führten in Mittelböhmen von Kolín nach Čerčany und von Ledečko nach Kácov. Die Gesellschaft hatte ihren Sitz in Prag.

## Geschichte
Am 10. Mai 1899 wurde dem „General der Cavallerie a. D., Geheimen Rathe Leopold Grafen Sternberg die erbetene Concession zum Baue und Betriebe einer als normalspurige Localbahn auszuführenden Locomotiveisenbahn von Kolin über Bečvar, Kohljanowitz und Rattay nach Čerčan mit einer Abzweigung von Rattay nach Kácov“ erteilt. Teil der Konzession war die Verpflichtung, den Bau der Strecke sofort zu beginnen und binnen zwei Jahren fertigzustellen. Das Aktienkapital der Gesellschaft betrug insgesamt 3.196.400 Kronen. Am 15. Dezember 1900 wurde zunächst die Strecke von Kolín bis Rataje nad Sázavou eröffnet, die restlichen Abschnitte nach Čerčany und Kácov gingen am 6. August 1901 in Betrieb.
Den Betrieb führten die k.k. Staatsbahnen (kkStB) auf Rechnung der Lokalbahn Kolin–Čerčan–Kácow aus. Nach dem Ersten Weltkrieg übernahmen die neugegründeten Tschechoslowakischen Staatsbahnen (ČSD) die Betriebsführung von den kkStB. Am 1. Januar 1925 wurde die Lokalbahn Kolin–Čerčan–Kácow per Gesetz verstaatlicht und die Strecke wurde ins Netz der ČSD integriert.
Die Strecke besteht noch. (Stand 2009)

## Die Strecken
- Kolín–Čerčany
- Ledečko–Kácov

## Fahrzeugeinsatz
Die betriebsführende kkStB beschaffte auf Rechnung der Lokalbahn Kolin–Čerčan–Kácow vier Lokomotiven der kkStB-Reihe 178 und drei der kkStB-Reihe 97. Die sieben Lokomotiven besaßen die Betriebsnummern 178.40, 178.41, 178.42, 178.62, 97.188, 97.189 und 97.197.